# سانتياغو شاكون
سانتياغو شاكون (بالإسبانية: Santiago Chacón)‏ (30 مايو 1992 ببوينس آيرس في الأرجنتين - ) هو لاعب كرة قدم أرجنتيني في مركز الوسط. لعب مع A.E. Ermionida F.C. ‏.

## وصلات خارجية
- سانتياغو شاكون على موقع قاعدة بيانات كرة القدم.إي يو (الإنجليزية)
- سانتياغو شاكون على موقع Soccerway.com (الإنجليزية)